# Diplogrammus pauciradiatus
Diplogrammus pauciradiatus là một loài cá biển thuộc chi Diplogrammus trong họ Cá đàn lia. Loài này được mô tả lần đầu tiên vào năm 1865.

## Phân bố và môi trường sống
D. pauciradiatus có phạm vi phân bố ở Tây Đại Tây Dương. Loài cá này được tìm thấy từ bang Bắc Carolina, dọc theo bờ biển đông nam Hoa Kỳ và Bahamas (bao gồm xung quanh Bermuda) xuống đông bắc vịnh Mexico; từ vịnh Mexico, D. pauciradiatus có mặt ở khắp biển Caribe và xung quanh nhóm đảo Antilles, về phía nam đến ngoài khơi Trinidad và Tobago, bao gồm quần đảo Aves. Chúng sống trong các thảm cỏ biển ở vùng nước nông, độ sâu khoảng 1 – 10 m.

## Mô tả
Chiều dài cơ thể tối đa được ghi nhận ở D. pauciradiatus là khoảng 5,1 cm. Cơ thể của chúng có màu nâu tanin, nhiều vệt đốm; có 1 hàng đốm đen dọc theo hai bên lườn. Cá đực thường có một dải màu đen băng ngang miệng và một dải khác băng ngang mắt; trên đầu có các đốm màu cam.

## Tập tính
D. pauciradiatus kiếm ăn vào ban ngày và vùi mình dưới lớp mùn cát vào ban đêm. Vào mùa sinh sản, con đực sẽ thay đổi màu sắc cơ thể để tán tỉnh con cái. Trong quá trình sinh sản, cá cái phóng ra khoảng 200-300 trứng và chúng sẽ nở trong vòng 14-16 giờ. Cá cái sinh sản mỗi ngày một lần, và diễn ra trong ít nhất ba ngày.